# Rickon Stark
Rickon Stark er en fiktiv person i den amerikanske forfatter George R. R. Martins fantasyserie A Song of Ice and Fire og i HBOs filmatisering Game of Thrones.
Han blev introduceret i Kampen om tronen (1996). Rickon er den yngste af Eddard Stark, lord af Winterfell, og Catelyn Starks børn. Han optræder efterfølgende i Kongernes kamp (1998). I Publishers Weekly gennemgang af Kampen om tronen blev der skrevet at "Det er fascinerende at følge Martins karakterer modnes og vokse, særligt Starks børn, der står centralt i bogen."
Rickon bliver spillet af den irske skuespiller Art Parkinson i HBO's tv-serie.